# Gruppo aviazione da difesa settentrionale
Il Gruppo aviazione da difesa settentrionale era un gruppo di volo del Servizio Aeronautico del Regio Esercito, attivo nella prima guerra mondiale.

## Storia
Il Gruppo aviazione da difesa settentrionale il 1º gennaio 1918 era comandato dal maggiore Ercole Ercole che disponeva della 122ª Squadriglia e le Sezioni difesa di Piacenza, Ponte San Pietro, Aeroporto di Taliedo, Aeroporto di Cameri, Malpensa e Mirafiori (campo di volo).
Sempre nel mese di gennaio è rimpiazzato dal Gruppo difesa aerea lombardia comandato dal tenente colonnello Gino Zanuso con le squadriglie 108ª Squadriglia, 109ª Squadriglia di Trenno (oggi Parco Aldo Aniasi), 122ª di Trenno e Ponte San Pietro e la Sezione Savoia-Pomilio SP.3 di Cascina Malpensa.